# Georges-Henri Prud'homme
Georges-Henri Prud'homme, né à Capbreton (Landes) le 9 février 1873 et mort à Paris 6e le 11 février 1947, est un sculpteur et médailleur français.

## Biographie
Georges-Henri Prud'homme est admis à l'École des beaux-arts de Paris dans les ateliers d'Alexandre Falguière pour la sculpture, et d'Alphée Dubois pour la gravure en médaille.
Le catalogue de la Monnaie de Paris répertorie 55 médailles dont il est l'auteur. Deux portraits en bronze d'Auguste Rateau dont il est l'auteur sont exposés à l'Ecole des mines de Saint-Etienne et à celle de Paris. Il a aussi dessiné de nombreux timbres-poste dont le type courant Louis Pasteur.

## Distinctions
- Officier d'académie
- Officier de l'Instruction publique
- Officier du Nichan Iftikhar
- Chevalier de la Légion d'honneur (1923)

Georges-Henri Prud'homme est nommé chevalier de l'ordre national de la Légion d'honneur en 1923. Il est officier d'académie, officier de l’instruction publique en 1908 et officier de l'ordre du Nichan Iftikhar.